# 高原鼠兔
高原鼠兔（学名：Ochotona curzoniae）为鼠兔属的哺乳动物，又名鳴聲鼠、石兔。分布于青藏高原及附近地区。该物种的模式产地在西藏南部。高原鼠兔是典型的草食性動物，在草原上以青草為食。
根據化石證據顯示，高原鼠兔的進化史已有3700萬年的時間，在鼠兔屬中是非常原始的一種。在青藏高原隆升過程中，它們逐漸擴散到周邊地區，遠到日本、歐洲和美洲。

## 洞穴
鼠兔還是一群“生態系統工程師”。鼠兔擅長挖洞，通過挖洞將草原的土壤，植被等物質從一個地方移動到另外一個地方，在種群密度適中時，對環境進行了有利的改造，改善土地的滲水率，減少洪水發生的機會。增加了景觀多樣性，促進了生態系統物質循環。
而且，可以為其它的動物提供棲息地和避難所。青藏高原大部分區域不生長樹木，開放的草原環境很難為動物提供保護，小型動物害怕被其它肉食性動物捕食。而高原鼠兔的洞穴能夠為雪雀、地鴉、鳥類、蜥蜴、小雲雀、紅尾鴝等這些動物提供棲息地和避難所。